# Snottermyrberget
Snottermyrberget är ett naturreservat i Bodens kommun i Norrbottens län.
Området är naturskyddat sedan 2007 och är 2,5 kvadratkilometer stort. Reservatet omfattar toppen av Snottermyrberget och två andra berg samt en tjärn. Reservatet består av gammal barrskog,  gammal tallskog och barrblandskog.  